# Accidente del L-410 de la DOSAAF en Menzelinsk
El accidente del L-410 cerca de Menzelinsk es un accidente aéreo que ocurrió en el área de la ciudad de Menzelinsk (Tartaristán, Rusia) el 10 de octubre de 2021.
Inmediatamente después de despegar del aeródromo local, el avión L-410 perteneciente al DOSAAF de Rusia comenzó a perder altitud y se estrelló. A bordo iban 22 personas (20 paracaidistas y 2 tripulantes). Solo sobrevivieron seis personas.

## Avión

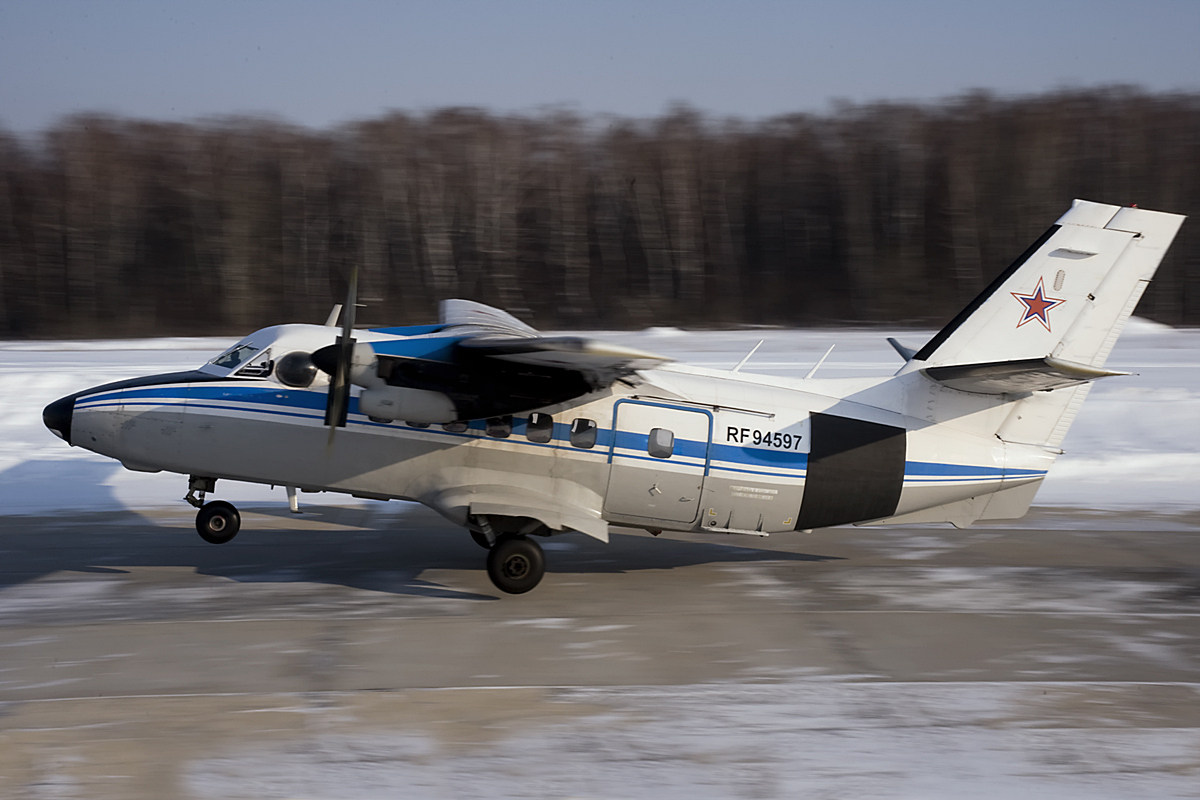
Avión similar al accidentado.

El avión accidentado tenía la matrícula RF-94591, con el número de serie 871826. Se fabricó en abril de 1987.
Comenzó a operar en 1987 en la Fuerza Aérea de la URSS, luego en la Fuerza Aérea Rusa, en enero de 2014 ingresó en la DOSAAF.

## Tripulación y pasajeros
Había dos pilotos a bordo:
- Mijail Belyaev, comandante de la aeronave de 60 años.[8]
- El copiloto de 61 años Alexander Zykov.[8]

Había 20 paracaidistas a bordo, todos ellos ciudadanos rusos.

## Accidente
A las 09:05 hora de Moscú, el avión despegó del aeródromo de Menzelinsk.
A una altitud de unos 70 metros, el motor izquierdo de la aeronave falló, según informaron los pilotos al controlador de tráfico aéreo del aeródromo.
El L-410 comenzó a perder altitud. A las 09:11 el avión chocó contra el suelo, golpeando con el ala una furgoneta Gazelle, un montón de leña y una valla de hormigón armado. La colisión destruyó completamente el fuselaje y las alas. No siguió ningún incendio.

## Investigación
La Dirección Central de Investigación Interregional de Transporte del Comité de Investigación de Rusia inició una investigación sobre el accidente.
La falla de uno de los motores, y los errores de la tripulación, se consideran entre las posibles causas del choque. Otra posible causa fue la sobrecarga.

## Secuelas
El trabajo de rescate comenzó en el lugar del accidente, que pronto se completó. En ellos participaron un total de 47 personas y 15 equipos.
El Centro de Entrenamiento de Cosmonautas Yuri Gagarin suspendió la cooperación con el club de vuelo en Menzelinsk mientras investigaba las causas del accidente aéreo.
La DOSAAF de Rusia ha suspendido los vuelos de todos sus aviones del tipo L-410.

## Reacción
- El Ministerio de Relaciones Exteriores de Azerbaiyán expresó sus condolencias en relación con el accidente aéreo.[22][23][24]
- El Ministerio de Relaciones Exteriores de Turquía también expresó sus condolencias.[25][26]
- El presidente de China Xi Jinping envió un telegrama al presidente ruso Vladímir Putin con condolencias por el desastre.[27][28]
- El presidente de Kazajistán Kassym-Jomart Tokayev, envió un telegrama a Vladímir Putin, en el que expresó sus condolencias y expresó la esperanza de una pronta recuperación de las víctimas del desastre.[29][30]
- El presidente de Tartaristán, Rustam Minnikhanov, dio instrucciones de preparar propuestas para brindar asistencia a las familias de los muertos y heridos en el accidente[31] y voló al lugar del accidente.[32][33][34]
- El 11 de octubre en Tartaristán fue declarado día de luto.[35][36]
- El Superjet 100 del Ministerio de Emergencias de Rusia voló a Naberezhnye Chelny para transportar a las víctimas a Moscú. A bordo se encuentra el Primer Viceministro de Defensa Civil de la Federación de Rusia, Alexander Chupriyan.[37]
- El 11 de octubre, las autoridades de Tartaristán firmaron un decreto sobre pagos por la cantidad de 1 millón de rublos a las familias de los muertos en el accidente, y 400 mil rublos a las víctimas.[38][39]